# 인천광역시연수도서관
인천광역시교육청연수도서관은 인천광역시 연수구 소재의 도서관이다.

## 연혁
- 2004년 3월 31일 개관.
- 2004년 7월 29일 인천광역시 평생학습관 지정(교육청)
- 2005년 4월 28일 국가전자도서관 원문DB 제공
- 2005년 10월 12일 순회문고 개설(3개소)
- 2006년 8월 23일 2006 서울 세계도서관정보대회(WLIC) 방문도서관
- 2006년 12월 28일 인천광역시교육청 혁신마일리지 우수기관
- 2007년 5월 26일 제1회 경제체험 한마당 최우수 기관
- 2007년 7월 19일 인천광역시교육청 혁신 경진대회 우수상
- 2008년 7월 1일 인천광역시교육청 상반기전화응대친절 최우수 기관
- 2008년 12월 26일 인천광역시교육청 혁신마일리지 우수기관
- 2009년 2월 20일 학술지 및 정기간행물 WEB DB 서비스 실시
- 2009년 5월 25일 종합자료실 연장 개방 실시 (20:00 -> 22:00로 변경)
- 2010년 8월 11일 연수도서관 홈페이지 장애인 웹접근성 구축
- 2010년 12월 28일 우수학습동아리 장려상 수상
- 2011년 4월 21일 인천여자고등학교와 업무협약 체결
- 2012년 2월 10일 인천환경공단 승기사업소와 '어린이 환경교실'업무협약 체결
- 2012년 12월 인천광역시교육청 성과관리 우수기관 선정
- 2012년 12월 지식활동 우수기관 '최우수상' 수상
- 2013년 5월 1일 책나래 서비스 실시(장애인 대상 무료 우편 서비스)
- 2013년 9월 12일 스마트열람실 서비스 실시
- 2013년 9월 17일 제1회 인천평생학습박람회 성인문해 시화 경연대회 수상